# 扎奇氏螺属
扎奇氏螺属（学名：Zachrysia）是扎奇氏螺科（Zachrysiidae）的唯一属，为腹足纲柄眼目，是一种陆生的肺螺類软體动物。过去曾归类于坚齿螺科或高腰蝸牛科。

## 物種
以下列出部分屬於本屬的物種：
- Zachrysia auricoma（英语：Zachrysia auricoma） (Férussac, 1821)
- Zachrysia fraterna Roth, 1988 †
- Zachrysia provisoria（英语：Zachrysia provisoria） (Pfeiffer, 1858)
- Zachrysia trinitaria（英语：Zachrysia trinitaria） (Pfeiffer)

## 外部連結
- Pilsbry（英语：Henry A. Pilsbry） (1928). Studies on West Indian Mollusks: The Genus Zachrysia. Proceedings of the Academy of Natural Sciences of Philadelphia 80(1928): 581-606. JSTOR （页面存档备份，存于）.